# Хумофлувисол
Хумофлувисол или флувијално ливадско земљиште простире се у средишњој зони у долинама српских великих река, заузима простор на укупној површини у Србији од око 110.000 ха, али не у ширем комплексу, већ се смењује са другим хидроморфним земљиштима. Учествују у процесу оглејавања где се образује G (глејни) хоризонт. Између A и G хоризонта се налази C хоризонт, који није захваћен педогенетским процесима. Садржај хумуса варира од 2 до 5%.